# Доленя Вас (Дівача)
Доленя Вас (словен. Dolenja Vas) — поселення в общині Дівача, Регіон Обално-крашка, Словенія. Висота над рівнем моря: 536,9 м.